# Wolfgang Schlick
Wolfgang Schlick (* 29. März 1950 in Steinwenden) ist ein deutscher Jurist. Er war von Juli 2009 bis Juni 2015 Vizepräsident des Bundesgerichtshofs.
Schlick wuchs in Edesheim auf und trat nach seiner juristischen Ausbildung 1978 in den Justizdienst des Landes Rheinland-Pfalz ein. Nach Tätigkeiten als Richter auf Probe beim Amtsgericht Ludwigshafen, den Landgerichten Frankenthal und Kaiserslautern sowie beim Ministerium der Justiz Rheinland-Pfalz wurde er 1982 zum Richter am Landgericht Kaiserslautern ernannt. Von dort war er 1983 bis 1985 als wissenschaftlicher Mitarbeiter an den Bundesgerichtshof abgeordnet.
Nach seiner Ernennung zum Richter am Oberlandesgericht bei dem Pfälzischen Oberlandesgericht Zweibrücken 1986 war er bis 1994, unterbrochen durch mehrere kurze Abordnungen an das Thüringische Justizministerium erneut an das Justizministerium Rheinland-Pfalz abgeordnet.
Schlick wurde 1994 zum Richter am Bundesgerichtshof ernannt. Er ist seitdem Mitglied des III. Zivilsenats, der unter anderem für das Recht der Amtshaftung, das öffentliche Entschädigungsrecht sowie für das Auftrags- und Maklerrecht zuständig ist. Ferner war er von 2001 bis 2003 dem Senat für Anwaltssachen zugewiesen. 2003 wurde er zum Vorsitzenden Richter am Bundesgerichtshof ernannt und übernahm den Vorsitz im III. Zivilsenat sowie im Senat für Notarsachen.
Schlick ist Autor von Kommentaren zum Nachbarrecht in Thüringen und Rheinland-Pfalz.
Mit Wirkung zum 1. Juli 2009 wurde Schlick als Nachfolger von Gerda Müller, die in den Ruhestand trat, zum Vizepräsidenten des Bundesgerichtshofs ernannt. Zum 31. Juli 2015 trat er in den Ruhestand.